# おとがい
おとがい（英: chin）は、ヒトの下あごまたは下あごの先端をさす語である。頤、オトガイ、チンとも。

## 概要
おとがいは皮膚・筋肉・骨などからなる分厚い構造体である（#構造）。おとがいには10種近い筋肉が起始・停止している（#筋肉）。形状には大きな個人差があり割れ顎など特徴的なものには俗称がつけられている（#形状）。
おとがいは分野によって異なる名称で呼ばれる場合があり、一般社会では「あご」がおとがいを指すこともある（#呼称と誤用）。
おとがいの機能はいまだ明確でない（#機能）。ヒトの進化においてオトガイは分岐学上の派生的形質のひとつであり、現生人類を古生人類から分ける解剖学的な定義のひとつとなっている。

## 構造
おとがいはオトガイ唇溝（、英: mentolabial sulcus、頤唇溝とも）を上方の境界とし、上方は口唇と、後方は頬と連続する。
おとがいは皮膚・筋肉・骨・神経・血管などからなる分厚い構造体である。
おとがいの骨は下顎骨であり、下顎骨下顎底の正中領域がおとがいに含まれる。この領域にはオトガイ隆起やオトガイ結節が存在し、おとがいの形状に大きな影響を与えている。
おとがいはオトガイ神経に支配される。またオトガイ神経は外側のオトガイ孔を通っている。

## 機能
おとがいの機能は明確でない。10種近い筋肉が起始・停止している一方で、咬合には関与していない。
オトガイは音声に関連する口唇の微妙な動きを可能にする筋群が付着する部位として発達してきた。

## 筋肉
オトガイに起始・停止する筋として以下が挙げられる：
- 唇側面
  - オトガイ筋
  - 口輪筋
  - 下唇下制筋
  - 口角下制筋
  - 広頚筋
- 舌側面
  - オトガイ舌筋
  - オトガイ舌骨筋
  - 顎二腹筋前腹
  - 顎舌骨筋

## 形状
おとがいの形状には大きな個人差があり、また病理的な指標にもなっている。
おとがいが二つに割れているように見えるものは割れ顎と呼ばれ、しばしば尻顎(けつあご)とも蔑称される。
また、おとがいの周囲の皮膚がたるんで顎が二重になったように見えるものは二重顎(にじゅうあご)とも呼ばれ、英語表記の「Double chin」が「デブ」の語源になったという説もあるなどして、一般的には肥満の典型的な様態であるとされるが、二重顎は必ずしも肥満だけが原因ではなく、猫背や姿勢の悪さに起因するおとがい周囲の浮腫や、極端な場合突顎の顔貌に発展する事もあるアデノイド顔貌が原因であるともされており、体が痩せている人物でも二重顎となる場合はある。
美人の形容として、「おとがい細く」のような使い方がある。

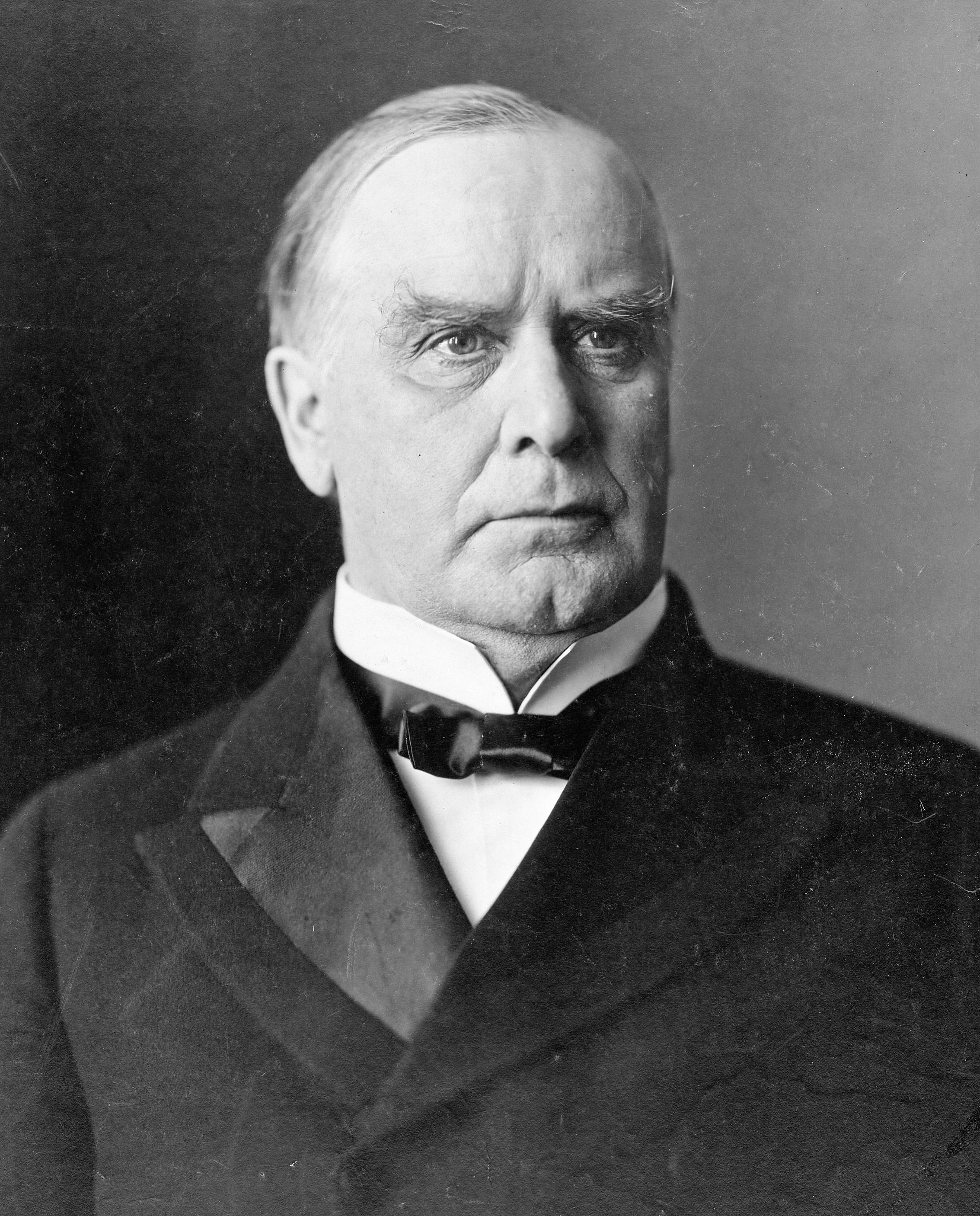
二つに割れたおとがい(割れ顎)の人物。ウィリアム・マッキンレー(1900年頃の撮影)
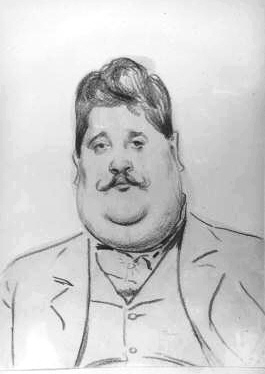
おとがいの周囲の皮膚に大きなたるみ(二重顎)が見られる人物。ジョセフ・アーバン（英語版）(1900年、ルドルフ・スヴォボダにより描かれたカリカチュア)

## 呼称と誤用
おとがいは下顎骨の先端部をさす。おとがいは顎そのものを意味する「jaw(ジョー)」とは区別される。しかしボクシングやプロレスなどの格闘技では、攻撃の標的としての顎がしばしば頤と混同される事があり、プロレス技の顎砕き(チンクラッシャー)や、石原裕次郎の『嵐を呼ぶ男』の主題歌の歌詞(ボディブローやアッパーカットを形容した箇所)にもこうした英語表現がみられる。